# Motycze Szlacheckie
Motycze Szlacheckie – wieś w Polsce położona w województwie podkarpackim, w powiecie stalowowolskim, w gminie Zaleszany.
| SIMC    | Nazwa       | Rodzaj    |
| ------- | ----------- | --------- |
| 0810911 | Górka       | część wsi |
| 0810928 | Praga       | część wsi |
| 0810934 | Za Jeziorem | część wsi |

Motycze Szlacheckie, dawniej Mothicze Minor (Motycze Małe), co należy wiązać z pracą na polach z użyciem motyki. Nazwa obecna wiąże się z płaceniem dziesięciny na rzecz szlachty.
Motycze Szlacheckie położone jest przy starej drodze z Sandomierza na Ruś na lewym brzegu Sanu, którego główne koryto płynęło tu do końca XVIII wieku. Wieś założona prawdopodobnie w XIII wieku na terenie prywatnej własności rycerskiej Rodu Rawa, który posiadał wtedy Zaleszany i najbliższą okolicę. Według Liber Beneficjorum Jana Długosza spisanego około 1470 roku właścicielami wsi byli Mikołaj Chrząstowski herbu Strzegomia i Wilhelm Żórawski herbu Godziemba. Wieś posiadała łany kmiece, karczmę, dwór i folwark rycerski. Dziesięcinę o wartości 6 grzywien płacono po połowie plebanom w Gorzycach i Zaleszanach. W XVI wieku wieś była w posiadaniu bogatej rodziny Firlejów, od których przeszła w XVII wieku w ręce Czyżewskich, a później rodziny Wiernickich i Bliskich.
Na terenie wsi zachował się zabytek sztuki wojennej z XVII wieku. Jest nim tzw. Szaniec Szwedzki, budowla ziemna stanowiąca część umocnień obozu wojsk szwedzkich pod dowództwem Karola X Gustawa, które cofając się spod Jarosławia wiosną 1656 roku, znalazły się tu 27 marca otoczone przez wojska polskie. Sytuacja bojowa dla Szwedów była niekorzystna, gdyż siły polskie dowodzone przez Stefana Czarnieckiego, Lubomirskiego i Sapiehę blokowały je ze wszystkich stron. Zachowany w części szaniec stanowił główną budowlę Szwedów, którzy wykorzystując jego położenie bezpośrednio przy korycie Sanu, mogli ściągnąć w obręb szańca baterie artyleryjskie. Umożliwiło im to skuteczny ostrzał wojsk litewskich pod wodzą hetmana Sapiehy, które blokowały nieprzyjaciela na prawym brzegu Sanu od strony Skowierzyna. Wojska szwedzkie posiadając około 50 armat uzyskały znaczną przewagę. Zdobyły przyczółek na prawym brzegu Sanu, zbudowały most pływający tzw. łyżwowy, którym armia Karola X Gustawa ewakuowała się 4 kwietnia 1656 na prawy brzeg Sanu i dalej na północ aż pod Warszawę.
W latach 1975–1998 miejscowość administracyjnie należała do województwa tarnobrzeskiego.